# Mk 48 (кулемет)
Mk 48 (англ. M48 machine gun) — американський єдиний кулемет під набій 7,62×51 мм НАТО, ліцензійна версія бельгійського кулемету Mk 46 (варіант M249 SAW) виробництва FN Herstal, що перебуває на озброєнні Збройних сил США. Зброя була розроблена для використання підрозділами Командування спеціальних операцій США. Метою було виготовити переносний кулемет з вогневою потужністю, еквівалентної М240 або М60. Особливу потребу в новому кулеметі з такими характеристиками на заміну M60 потребували «морські котики», які вважали версію Mk43 Mod 1, ненадійною.
У 2001 році Fabrique Nationale (FN) розпочала роботу над новим зразком полегшеного кулемета, наприкінці 2003 року перша версія MK48 Mod 0 надійшла на озброєння «морських котиків». З того часу зброя потрапила до інших підрозділів сил спеціальних операцій США. Хоча споконвічно кулемет розроблявся, як штатна зброя тільки для підрозділів ССО, його видатні характеристики, портативність, вогнева міць і дальність ураження призвели до того, що Mk48 надійшов на озброєння піхотних підрозділів, які вели активні бойові дії в Афганістані, де він замінив M249 SAW.
Виробництво Mk 48 було організовано на заводі FN у Колумбії, штат Південна Кароліна.

## Зміст

### Історія розробки
На початку 90-х років Командування військово-морських спеціальних операцій ВМС США видала замовлення компанії фірма Saco Defence допрацювала M60E3, внісши безліч змін для усунення наявних недоліків і присвоївши йому позначення М60Е4. Цей кулемет в поєднанні з укороченим і потовщеним, так званим «штурмовим» стволом, був прийнятий на озброєнні спецпідрозділів SEAL під найменуванням Mk43. Але, Mk43 не зміг задовільнити необхідного рівня надійності, який би влаштовує морський спецназ.
Отже наявні на той час зразки кулеметів з тих чи інших причин не влаштовували американців — зокрема, кулемети Mk46 калібру 5,56×45 мм НАТО, створені на базі M249 (FN Minimi), мали обмежену дальність стрільби і недостатню ефективність; 7,62 мм кулемети Mk43 — виявилися недостатньо надійні та примхливими, а єдині 7,62-мм кулемети М240C/D (FN MAG) були занадто важкими для ведення бойових дій у форматі, який ведуть сили спецоперацій. і Командування спеціальних сил знову почало шукати йому заміну. Причому не тільки заміну: новий кулемет мав стати свого роду «старшим братом» 5,56-мм полегшеного кулемета Mk46, котрий незадовго до цього надійшов на озброєння Корпусу морської піхоти (варіант кулемета М249, американської версії FN Minimi, без руків'я для перенесення, приймача магазина і упорів для кріплення на техніці, прибраних для зниження ваги). При цьому кулемет мав бути помітно легше і компактніше штатного М240, зберігаючи тактико-технічні характеристики і при тому ж рівні безвідмовності і живучості.
21 березня 2001 року командування спецоперацій ВМС затвердило вимоги до нового легкого кулемета калібру 7,62 мм під позначенням LWMG (англ. Lightweight Machine Gun), у травні 2001 року були сформульовані тактико-технічні вимоги до нового кулемета, а в жовтні — підготовлена тендерна документація. 2002 році були виділені кошти на закупівлю перших 492 кулеметів (так звана стадія А/В). Наприкінці березня 2002 року на конкурс були представлені три зразки кулеметів для оцінки і випробувань. Переможцем тендеру була оголошена фірма Fabrique Nationale (FN), і її кулемет був прийнятий на озброєння Командування спеціальних сил ВМС США під позначенням Mk48 mod 0.
21 березня 2003 року була досягнута стадія С, що передбачала повну готовність до розгортання серійного виробництва.
У вересні 2003 року перші кулемети надійшла у війська, і в кінці року була досягнута повна боєготовність підрозділів, озброєних Mk 48. Незабаром замовлення було збільшено з 500 до 2500 кулеметів; крім того, певна кількість кулеметів була замовлена американськими рейнджерами, розвідувальними спецпідрозділами армії США.
2006 році командування ССО ВМС за результатами експлуатації кулеметів, доручило фірмі FN модернізацію кулемета Mk48 mod 0. Версія отримала назву Mk48 mod 1 і відрізнялася поліпшеною конструкцією сошок і зміненої конструкцією цівки. У верхній частині цівки була прибрана одна з чотирьох рейок Пікатінні і замість неї встановлений кожух з отворами для кращого охолодження ствола, по типу цівки кулемета M249.
21 березня 2007 року американський завод фірми FN, FN Manufacturing, LLC отримав замовлення на постачання кулеметів Mk48 mod 1, а також комплектуючих до них (стволи, затвори та інші запасні частини).

## Дизайн та будова
Mk48 Mod 0 — єдиний кулемет з газовідвідною автоматикою з газовим поршнем, розташованим під стволом, розроблений під стандартний набій НАТО 7,62×51 мм НАТО. Замикання ствола здійснюється поворотним затвором. Стволи кулемета швидкозмінні, оснащені руків'ям для перенесення, яка складається, що спрощує зняття гарячого ствола в процесі експлуатації. Живлення здійснюється стандартними металевими розсипними стрічками, подача стрічки зліва направо. Стрічка може подаватися з окремих коробок ємністю по 200 набоїв або з приєднуваних до кулемета підсумків на 100 набоїв. Дизайн кулемета заснований на прототипі 7,62-мм FN Minimi, модифікованому, як збільшена версія 5,56 мм Mk46 Mod 0.
Кулемет оснащений двоногою сошкою, що складається, встановленої під газовим блоком. Крім того, кулемет зберіг і кріплення для установки на стандартну піхотну триногу — станок. Приклад і пістолетне руків'я — пластикові. Прицільні пристосування відкриті, регульований цілик знімний і кріпиться на направляючу типу Пікатінні на кришці ствольної коробки. Замість нього або на додаток до нього можуть встановлюватися різні оптичні та нічні приціли. Крім того, на цівки розташовані додаткові рейки типу Пікатінні для кріплення різних аксесуарів на зразок тактичних ліхтарів, лазерних цілевказівників, додаткових руків'я.

Кулемет Mk48 в бойових умовах застосування
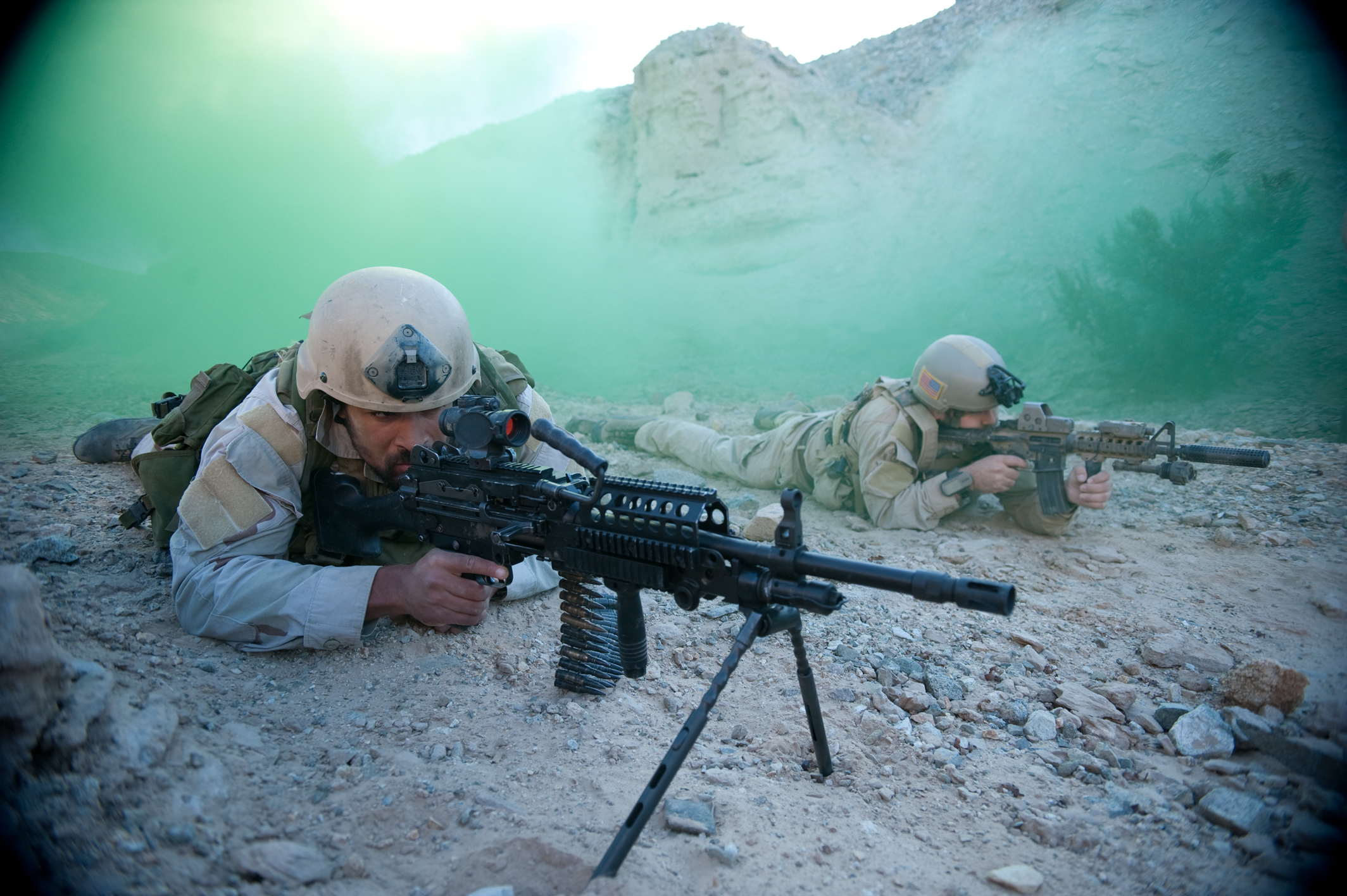
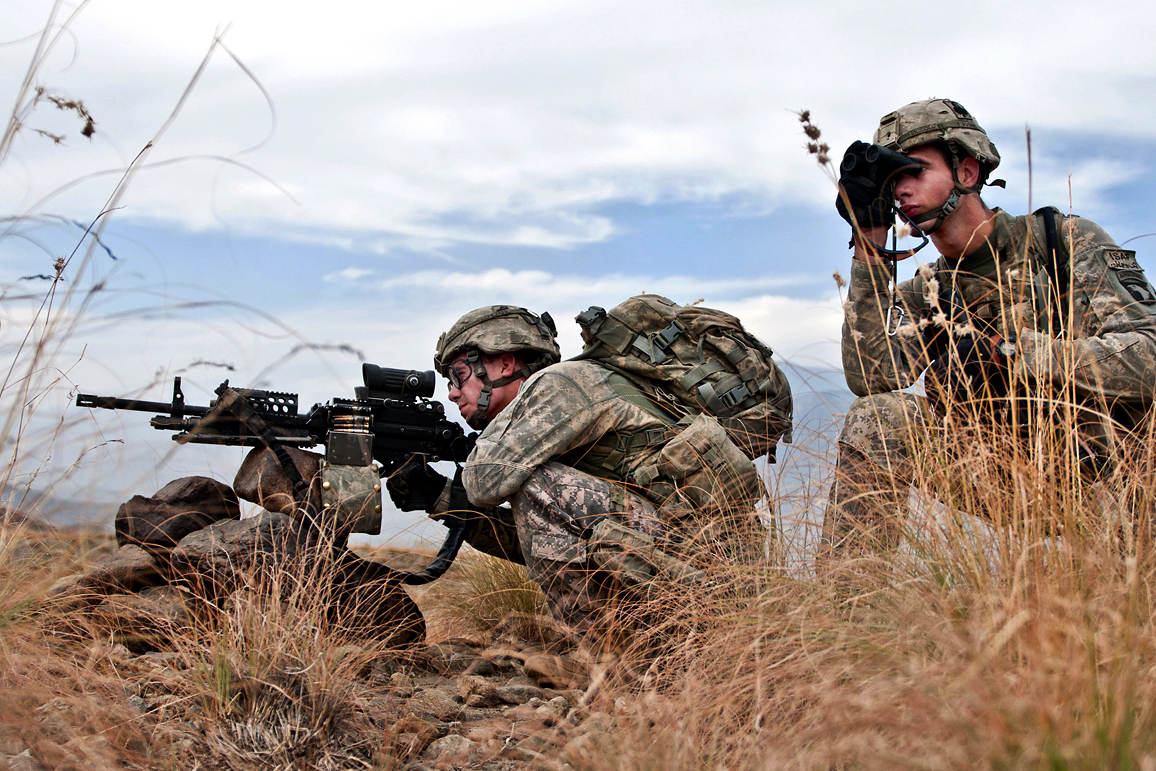
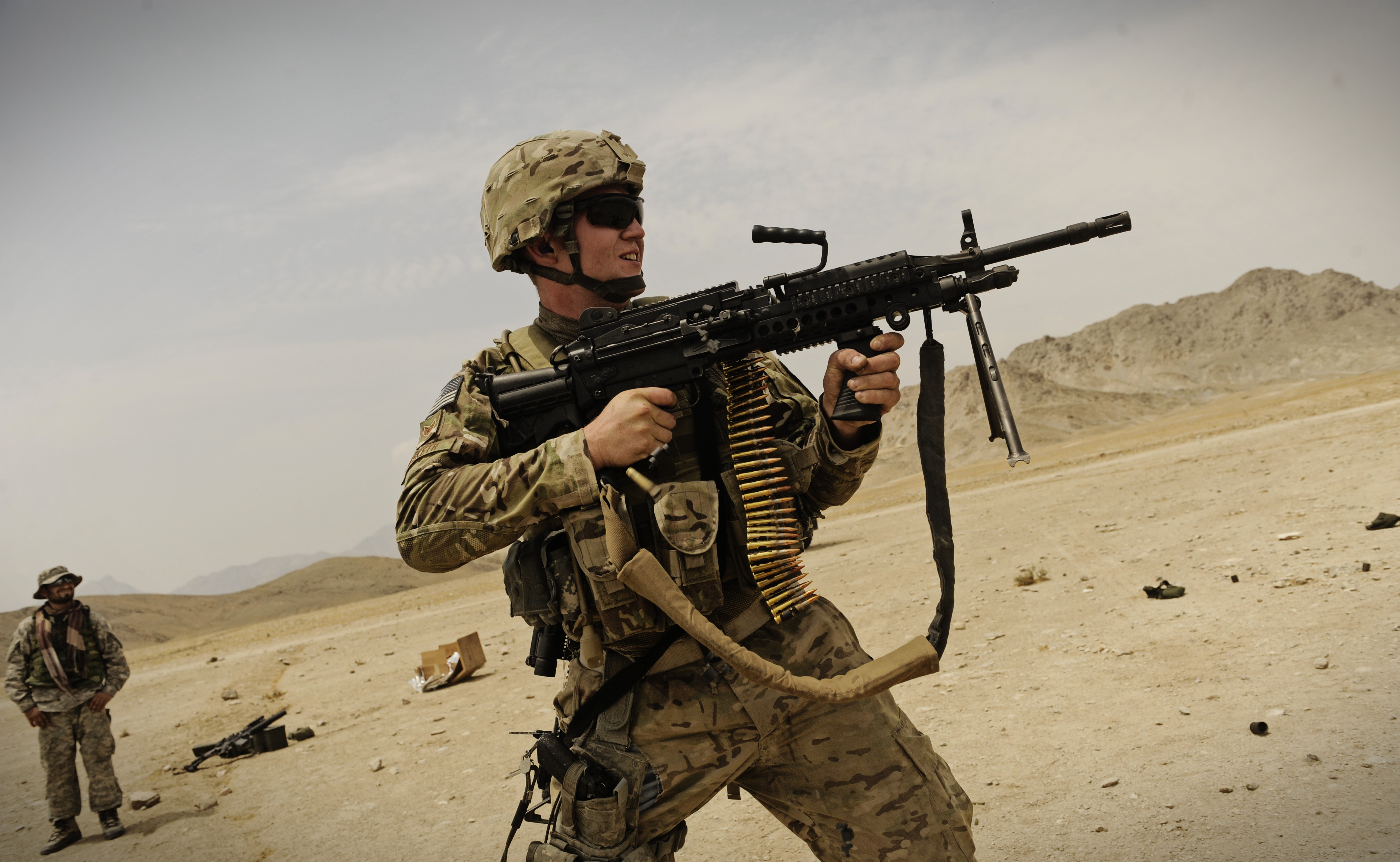
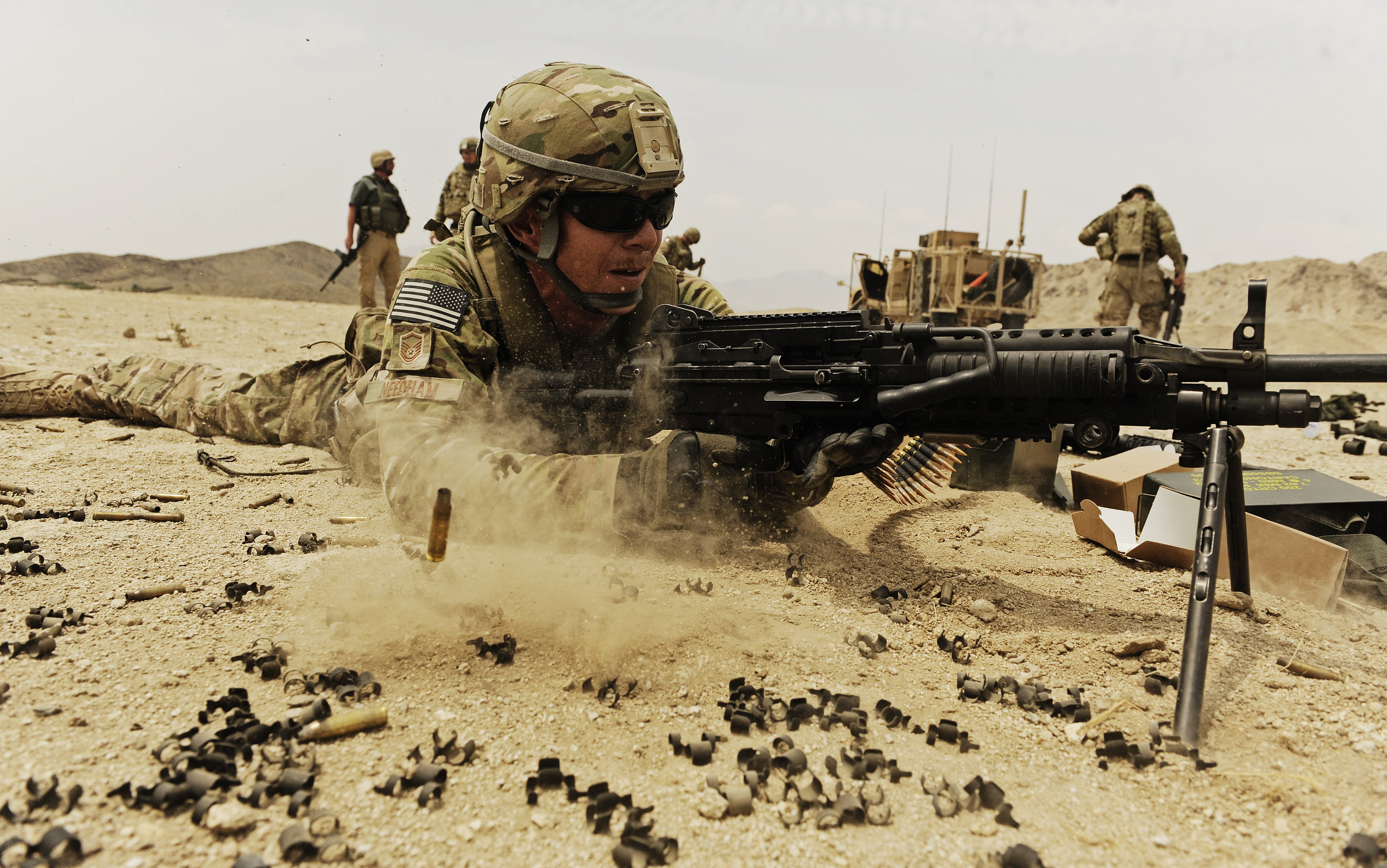

Хоча стандартним боєприпасом кулемета вважається набій 7,62x51 стандарту NATO (STANAG 2310), в ролі боєприпасів для Mk48 можуть використовуватися будь-які набої калібру 7,62×51 (.308 Win), що випускаються в США. Для живлення кулемета застосовується стандартна металева розсипна стрічка М13, яка застосовується в американських кулеметах M134 Minigun, M60, M240, бельгійському кулеметі MAG, французькому АА-52 і німецькому MG-3.

## Зброя схожа за ТТХ та часом застосування
- FN Minimi
- Тип 80
- Кулемет Негев
- S&T Motiv K12
- HK MG4
- HK121
- Vektor SS-77
- UKM-2000
- АЕК-999
- Печенєг
- / Форт-401
- ČZW-762